# Kempnyia jatim
Kempnyia jatim är en bäcksländeart som beskrevs av Froehlich 1988. Kempnyia jatim ingår i släktet Kempnyia och familjen jättebäcksländor. Inga underarter finns listade i Catalogue of Life.